# Rieseby
Rieseby (dänisch: Risby, plattdeutsch: Riesby) ist eine Gemeinde im Kreis Rendsburg-Eckernförde in Schleswig-Holstein.

## Geografie

### Geografische Lage

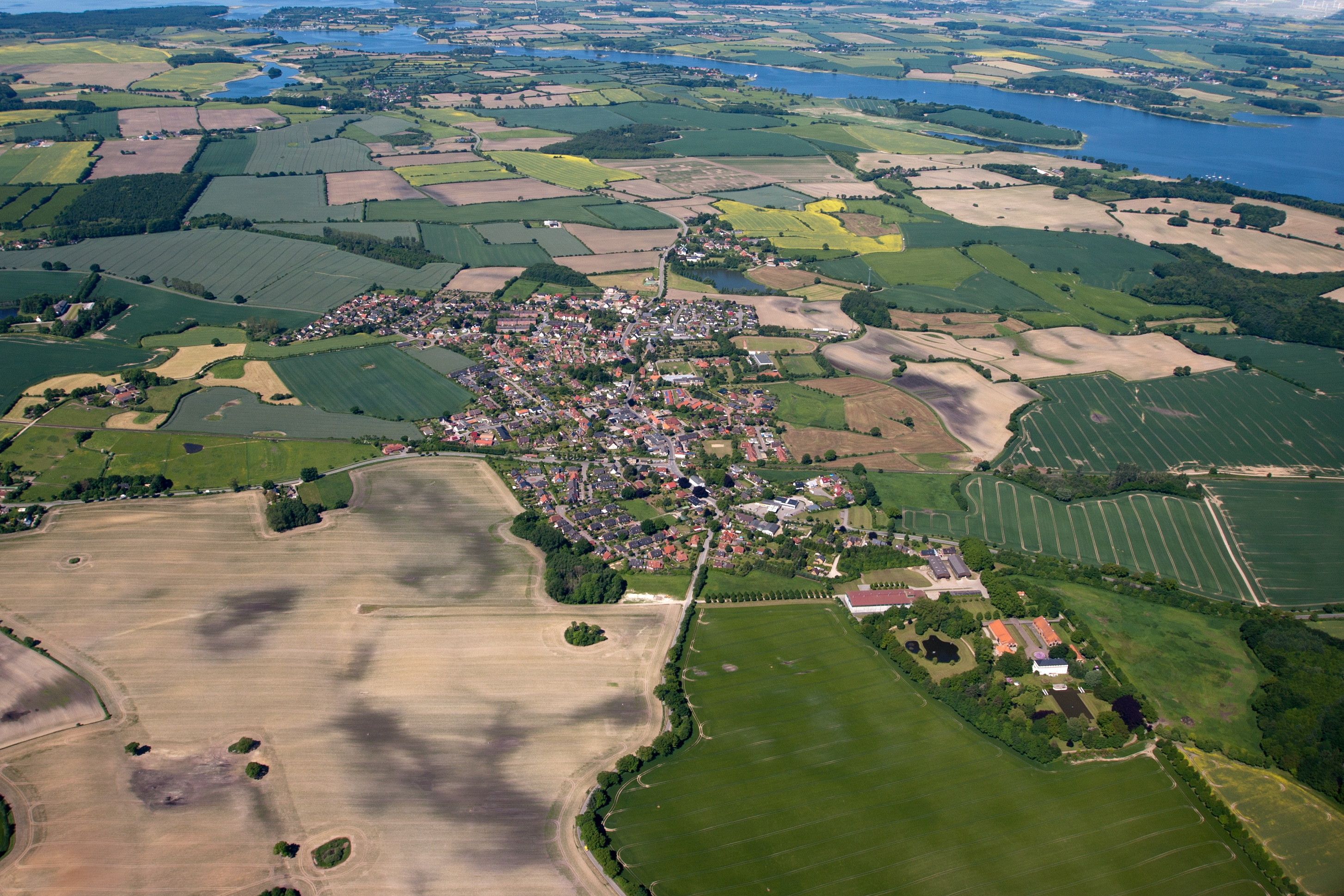
Luftaufnahme von Rieseby (2013)

Das Gemeindegebiet von Rieseby erstreckt sich am südlichen Ufer der Schlei im Norden der Halbinsel Schwansen. Das Gebiet ist Teil der naturräumlichen Haupteinheit Schwansen, Dänischer Wohld (und Amt Hütten) (Nr. 701), eines Teilraums des Schleswig-Holsteinischen Hügellands.

### Gemeindegliederung
Im Gemeindegebiet liegen, neben dem namenstiftenden Kirchdorf (Rieseby) die Dörfer Norby (dänisch Nordby) mit dem Ausbau Norbyheide und Sönderby (dänisch Sønderby) mit den Ausbauten Vosskuhl und Drengberg, Basdorf (dänisch Bastrup oder Bostorp) mit Moorholz, Kratt (dänisch Krat) und Hummelsweth (dänisch Humleved), Zimmert (dänisch Simmert) mit Boholm und Ulenholt sowie die Güter Büstorf (dänisch Bystorp) mit Holzhof, Sönderbyhof, Hörst (dänisch Hørst), Patermess (dänisch Patermis), Büchenau (dänisch Bøgeaa), Stubbe mit Stubberholz ( Stubbeholt), Krieseby (dänisch Krisby) mit Kriesebyau (dänisch Krisbyaa) und Saxtorf (dänisch Sakstorp oder auch Sakstrup) mit Legerholz. Daneben bestehen noch die kleineren Streusiedlungen Buchholz (dänisch Bøgholt), Mührholm (dänisch Myrholm), Steckswiese, Neuwiese und Nordberg.

### Nachbargemeinden
Die Gemeinde Rieseby wird begrenzt durch:
| Ulsnis, Boren |                                             | Thumby   |
| Kosel         | Kompassrose, die auf Nachbargemeinden zeigt | Holzdorf |
| Gammelby      | Barkelsby                                   | Loose    |

## Geschichte

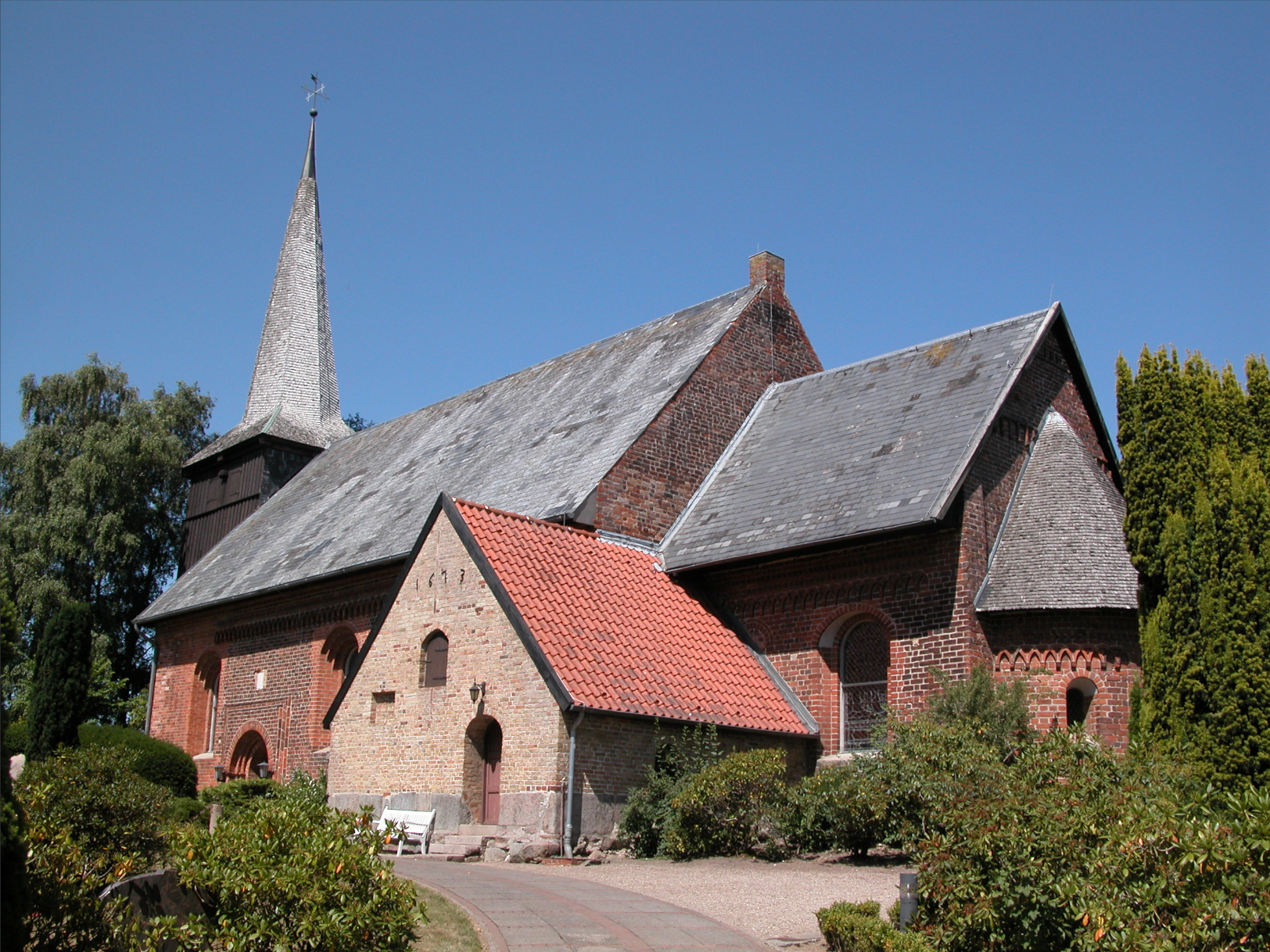
Die Kirche

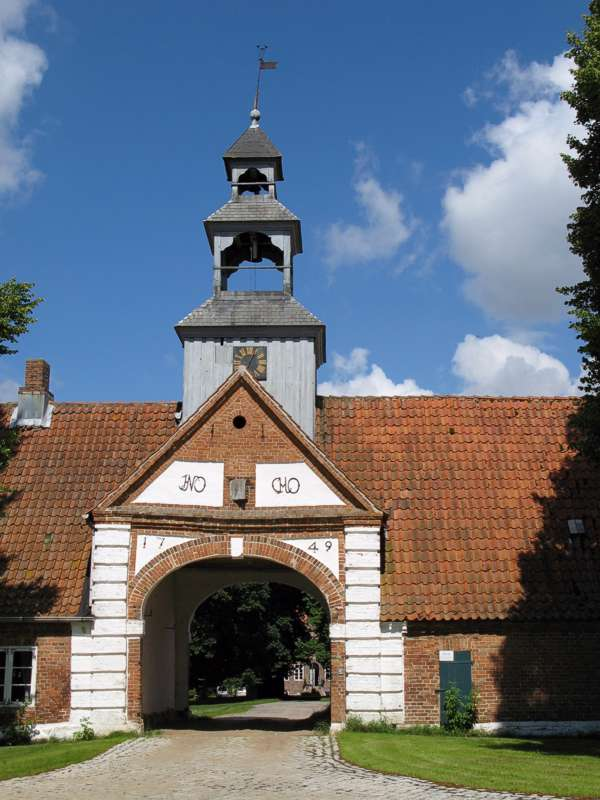
Torhaus Gut Krieseby

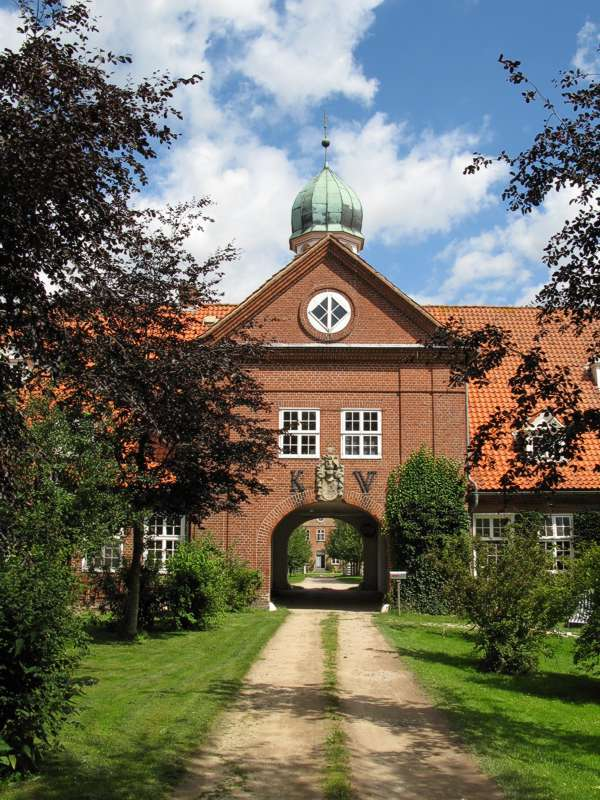
Torhaus Gut Stubbe

Rieseby wurde erstmals im Jahre 1352 im registrum capituli slesvicensis erwähnt und als Rysbyharret (Riesebyharde) dort aufgeführt. Bereits im registrum capituli von ca. 1407 wurde der Ort Rysebu genannt, im Jahre 1641 liest man auf der Schwansenkarte des Kartographen Johannes Mejer die Namen Riesebuy beziehungsweise Rießbuy. Wann sich die heute gültige Schreibweise herausgebildet hat, ist bislang noch nicht ermittelt. Der Ortsname bedeutet etwa Ort im oder am Busch. Er setzt sich aus dem altdänischen Wort ris (Busch, Wald) und by (Dorf, Siedlung) zusammen.
Als einer der Kirchorte auf dem wahrscheinlich schon seit dem 6. Jahrhundert von Jüten und Angeln besiedelten Südufer der Schlei zählte Rieseby zu den bedeutendsten Siedlungen im Eider-Schlei-Gebiet. Die spätromanische Backsteinkirche, die um 1220 errichtet wurde und in katholischer Zeit vermutlich dem heiligen Petrus geweiht war, gehört zu den beeindruckendsten Denkmälern der Waldemarenzeit im Schleswiger Land. Diese Periode, die von 1150 bis 1250 andauerte, ist nach den Königen Waldemar I., Knuth VI. und Waldemar II. benannt.
Die Schleswiger Domkirche verfügte über mehrere wichtige Besitztümer im heutigen Gemeindegebiet. Eines dieser Besitztümer war die Burg Stubbe im Jahnsholz, die 1417 zerstört wurde. Später wurde sie bei dem Gut Stubbe auf einer Schleiinsel gegenüber von Lindaunis neu errichtet.
Im späteren Mittelalter war Rieseby als Thingstätte Versammlungsort der Riesebyharde (Rysbyharret) und damit der Halbinsel Schwansen. Davon zeugt noch heute der Straßenname Dingstock (dän. Tingstok). Das moderne Ortswappen trägt diesen Bezügen mit seinen beiden Motiven, der bischöflichen Mitra in den schleswigschen Farben sowie dem Dingstock Rechnung.
Im 16. Jahrhundert wurde das Dorf Rieseby unter dem Druck des sich ausbreitenden Adels aufgelöst und fiel wüst, nur die Pfarrkirche blieb bestehen. Erst im 19. Jahrhundert kam es zu einer Siedlungsneugründung. Die freie Gemeinde wurde auf Grund eines Preußischen Erlasses vom 29. März 1876 gebildet und umfasste zunächst nur die Dörfer Rieseby, Norby und Basdorf mit den zugehörigen Ausbauten sowie die Höfe Hörst und Patermess.
Die Eröffnung der Eisenbahnlinie Kiel–Flensburg im Jahre 1881 brachte für den Ort einen mächtigen Aufschwung. In den folgenden Jahren entstanden mehrere Häuser an der Dorfstraße, darunter 1891 die Meierei. Elektrisches Licht war ab 1909 verfügbar. Eine wesentliche Erweiterung des Gemeindegebietes erfolgte 1928 durch den Anschluss der bis dahin selbständigen Gutsbezirke Büchenau, Saxtorf (mit Ausnahme von Erichshof und Charlottenhof), Stubbe (ohne den Wohnplatz Guckelsby) und Krieseby (ohne den Wohnplatzanteil von Sieseby).

## Politik

### Gemeindevertretung
Bei der Kommunalwahl am 14. Mai 2023 wurden insgesamt 17 Sitze vergeben. Die Wählergemeinschaft Rieseby erhielt fünf Sitze, die SPD und die CDU erhielten je vier Sitze und die Grünen und der SSW erhielten je zwei Sitze.

### Wappen
Blasonierung: „Unter blauem Schildhaupt, darin eine goldene Bischofsmütze mit seitlich ausschwingenden Bändern, in Gold ein verzierter schwarzer Dingstock in Form eines Antoniuskreuzes mit jeweils einem Ring an den Querarmenden.“
Die Bischofsmütze (Mitra) symbolisiert, dass sich das Gebiet um Rieseby vor der Reformation im Besitz des Bistums Schleswig befand. Der Dingstock in Form eines Antoniuskreuzes verweist auf die mittelalterliche Thingstätte im Raum Rieseby. Die Farben gelb und blau verweisen auf das Herzogtum Schleswig.

### Partnergemeinden
- Süderholz in Mecklenburg-Vorpommern: Der Partnervertrag bestand zunächst mit der Gemeinde Rakow. 1999 vereinigte sich diese mit anderen Gemeinden. Seither besteht die Partnerschaft mit der neu gebildeten Gemeinde Süderholz.
- Ravsted in Dänemark

## Kultur und Sehenswürdigkeiten
In der Liste der Kulturdenkmale in Rieseby stehen die in der Denkmalliste des Landes Schleswig-Holstein eingetragenen Kulturdenkmale.
Die 1948 gegründete Volkshochschule des Ortes wird zum 30. Juni 2021 geschlossen.

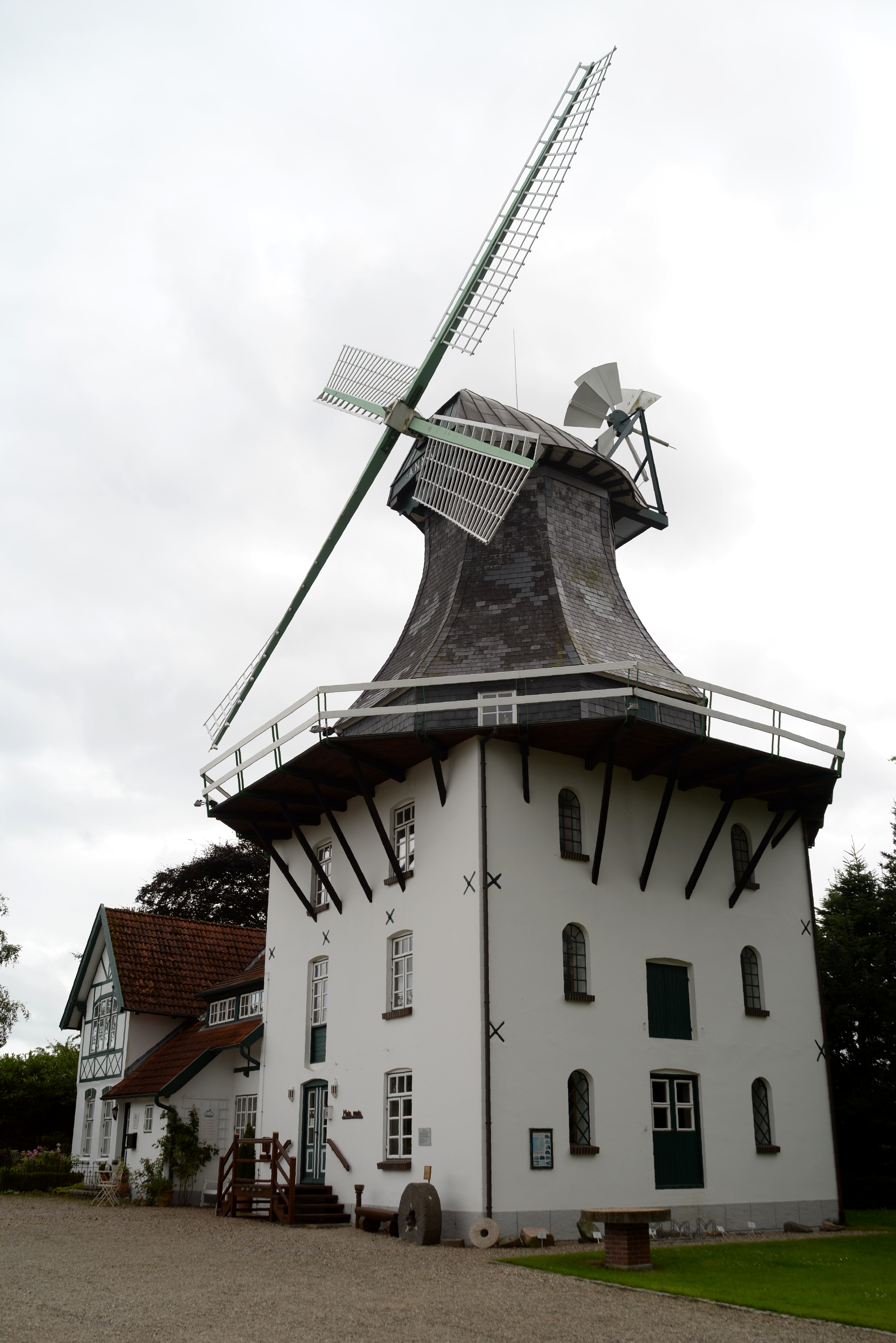
Mühle Anna in Rieseby

In Norby liegt die Mühle Anna, die 1911 aus Westerhever nach Norby verbracht und dort aufgebaut wurde. Heute ist das Mühlengelände Eigentum der Gemeinde Rieseby und wird von einem Heimatverein, gepflegt. Die Mühle beherbergt ein Heimatmuseum zu dem auch die Alte Sägerei und das Außengelände mit einem Göpelschuppen gehören. Die Ausstellungsfläche innerhalb der Mühle geht über mehrere Etagen mit insgesamt über 2000 zu besichtigenden Exponaten. Der Eingangsbereich mit dem Trauzimmer ist antiquarisch möbliert, ein Raum, der auch für Eheschließungen und Veranstaltungen genutzt wird. Direkt neben der Mühle Anna, im villenartigen ehemaligen Müllerhaus, befindet sich das Atelier im Mühlenhaus, ein kleines Künstleratelier.
Gut Stubbe
In der Nähe der Lindaunisbrücke befindet sich das Gut Stubbe.

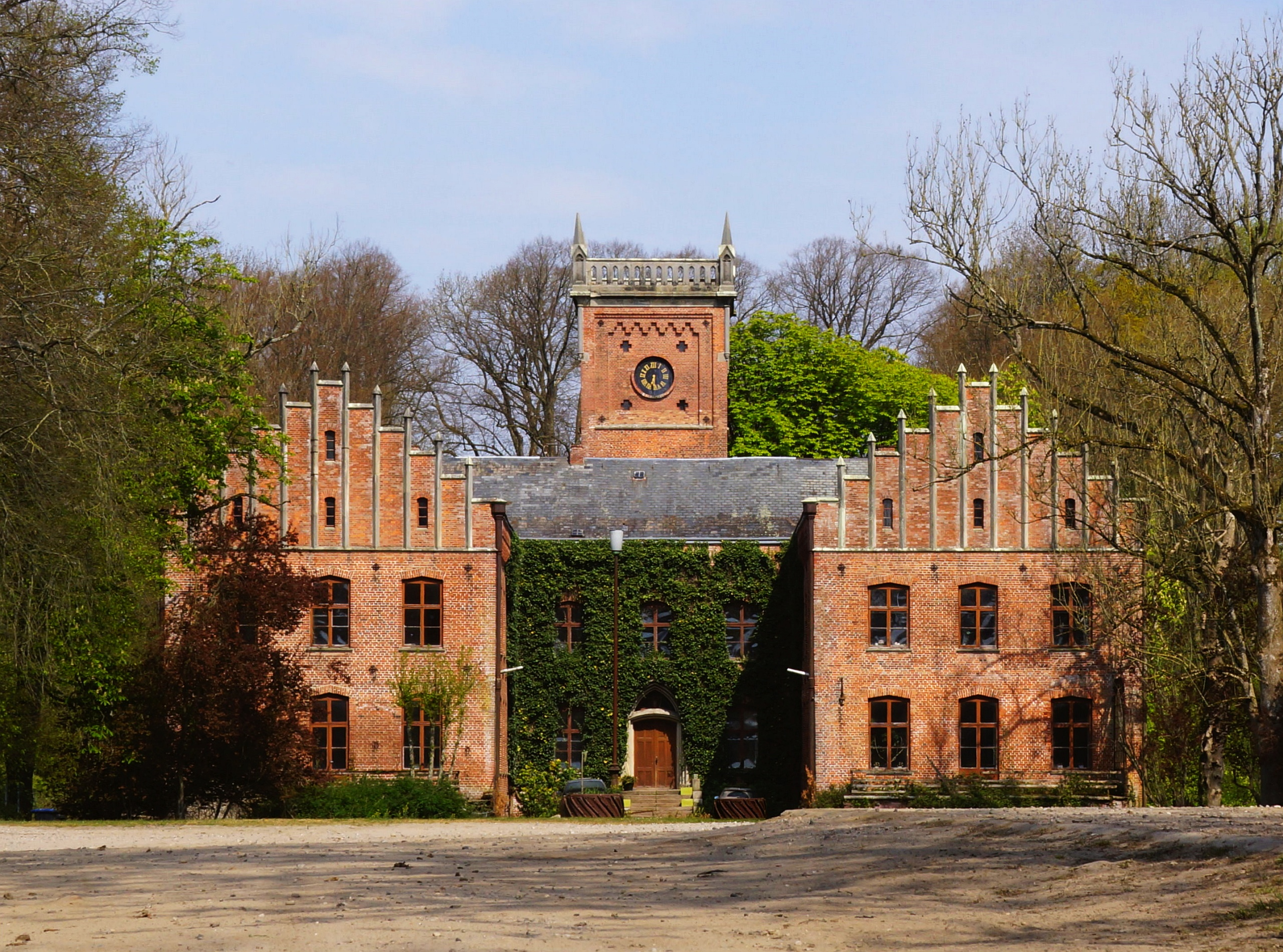
Gut Saxtorf
Das adelige Gut Saxtorf (dänisch: Saxtorp, Sakstorp od. Sakstrup, plattdeutsch: Saxdörp) entstand im 16. Jahrhundert. Die Grundherrschaft Saxtorfs und der Ortsname an sich sind jedoch erheblich älter. Der Ortsname Saxtorf wurde erstmals 1499 schriftlich genannt und setzt sich aus -torf für Dorf (adän. thorp, mnd. dorp) und Sax zusammen. Letzterer Namensbestandteil geht zurück auf den Rufnamen Saxi oder Sakse, der wiederum auf den Stammesnamen der Sachsen oder auf das gleichlautende Appellativ für Messer, Schwert zurückgehen kann. Der Ortsname wurde noch vor dem Verschwinden der dänischen Mundart in Schwansen im 16. und 17. Jh. und vor dem Übergang von ks zu ws im Südjütländischen ins Niederdeutsche übernommen.
Ende des 15. Jahrhunderts war Saxtorf im Besitz der Familie Wohnsfleth, ein ritterliches Geschlecht. 1494 erwarben die Ritter von Blome Saxtorf. Hinrich Blome baute das Gut planmäßig auf, doch schon 1500 erwarb die Familie Ahlefeldt das Anwesen. Bis 1566 verblieb es in Besitz der Ahlefeldts. Durch Heirat gelangte das Gut zu der Familie Rantzau, die es bis 1633 bewirtschaftete. Erneut durch Heirat fiel es zurück an die Familie von Ahlefeldt. 1690 erwarben die von Brockdorffs das Gut, 1741 gelangte die Familie von Ahlefeldt abermals in den Besitz von Saxtorf. Cai von Ahlefeldt errichtete 1648 ein beeindruckendes barockes Herrenhaus in französischer Manier. Am 2. Weihnachtstag 1847 brannte dieses Gebäude weitgehend nieder. Ein Rest des Hauses wurde in den 1852 vollendeten Neubau integriert.
Nach dem Tod Carl F. G. von Ahlefeldt fiel der Besitz gänzlich aus der Familie. N. G. Gülich aus Berlin erwarb Saxtorf dann für eine Million Mark. Dennoch wechselten die Besitzer Saxtorfs ständig. 1919 erwarb Peter Hoff aus Olufskjer das Gut, seitdem blieb der Besitz in der Familie Hoff. 1955 war sein Sohn Johann Ludwig Hoff der Besitzer, danach sein Neffe Bernd Hoff-Hoffmeyer-Zlotnik, Sohn seiner Schwester, den er 1969 adoptierte.
Der Hamburger Architekt Friedrich Stammann plante diesen Neubau in der damals modischen Formensprache der Neugotik (Neogotik) als dreiflügelige Anlage. Ein zentral angeordneter, fünfetagiger Turm betont die Symmetrie der Anlage. Ende der 1970er Jahre wurde das Gut für eine ZDF-Krimiserie Im Auftrag von Madame als „schottisches Spukschloss“ genutzt. Das Studio Hamburg produzierte 1984 im Auftrag des NDR die Siegfried-Lenz-Novelle Ein Kriegsende und nutzte das Gut als Drehort.

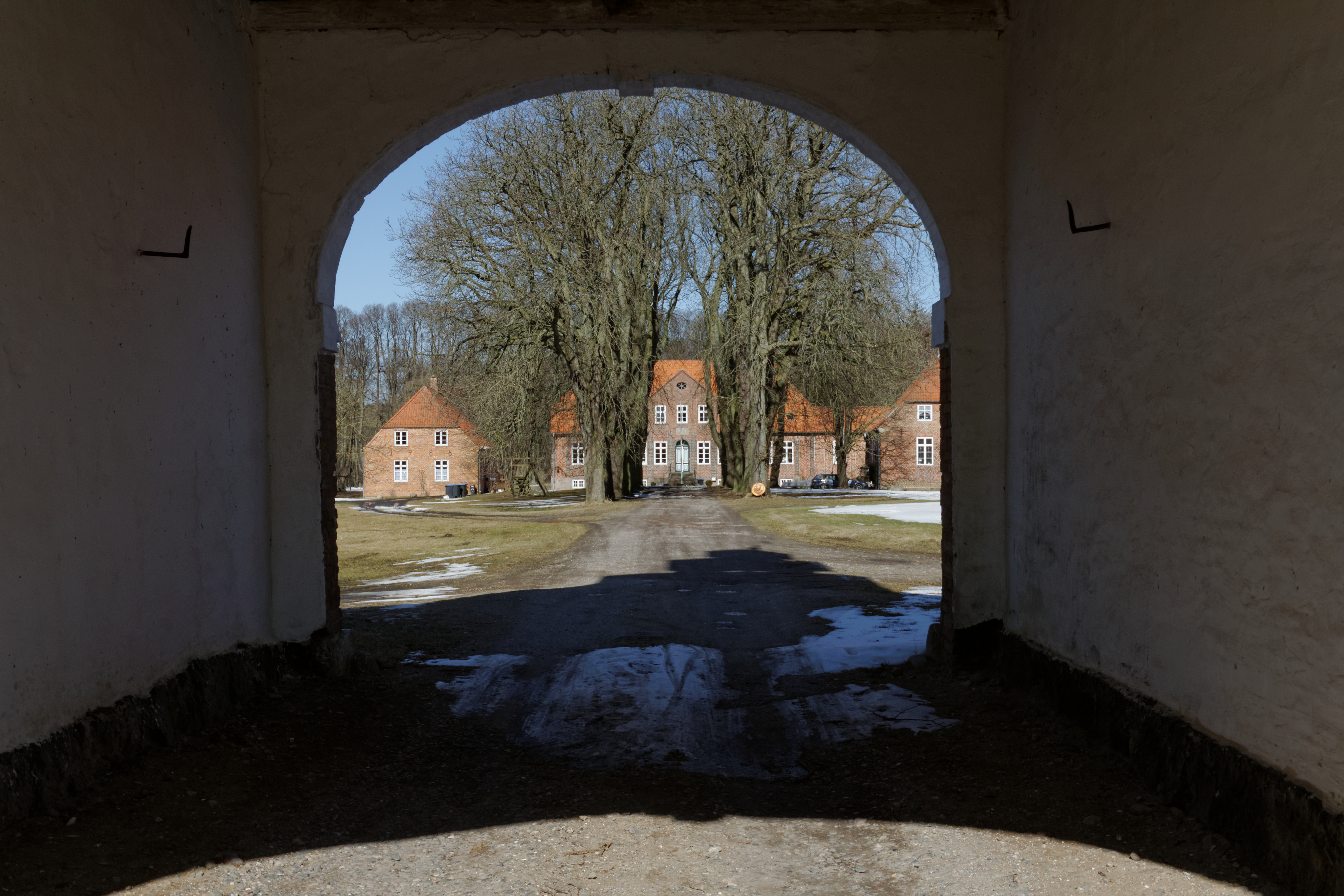
Gut Krieseby
Das Gut Krieseby liegt zwischen Rieseby und Sieseby. Im 15. Jahrhundert wurden Ort und Adliges Gut erstmals erwähnt. Das Torhaus stammt von 1749, der Pferdestall von 1747. In der Parkanlage steht eine über 800 Jahre alte Eiche.
Als erste Besitzer werden die Ritter Breide genannt, es folgten die Familien Wohnsfleth, Otte, von Ahlefeld und seit 1847 Kühl.

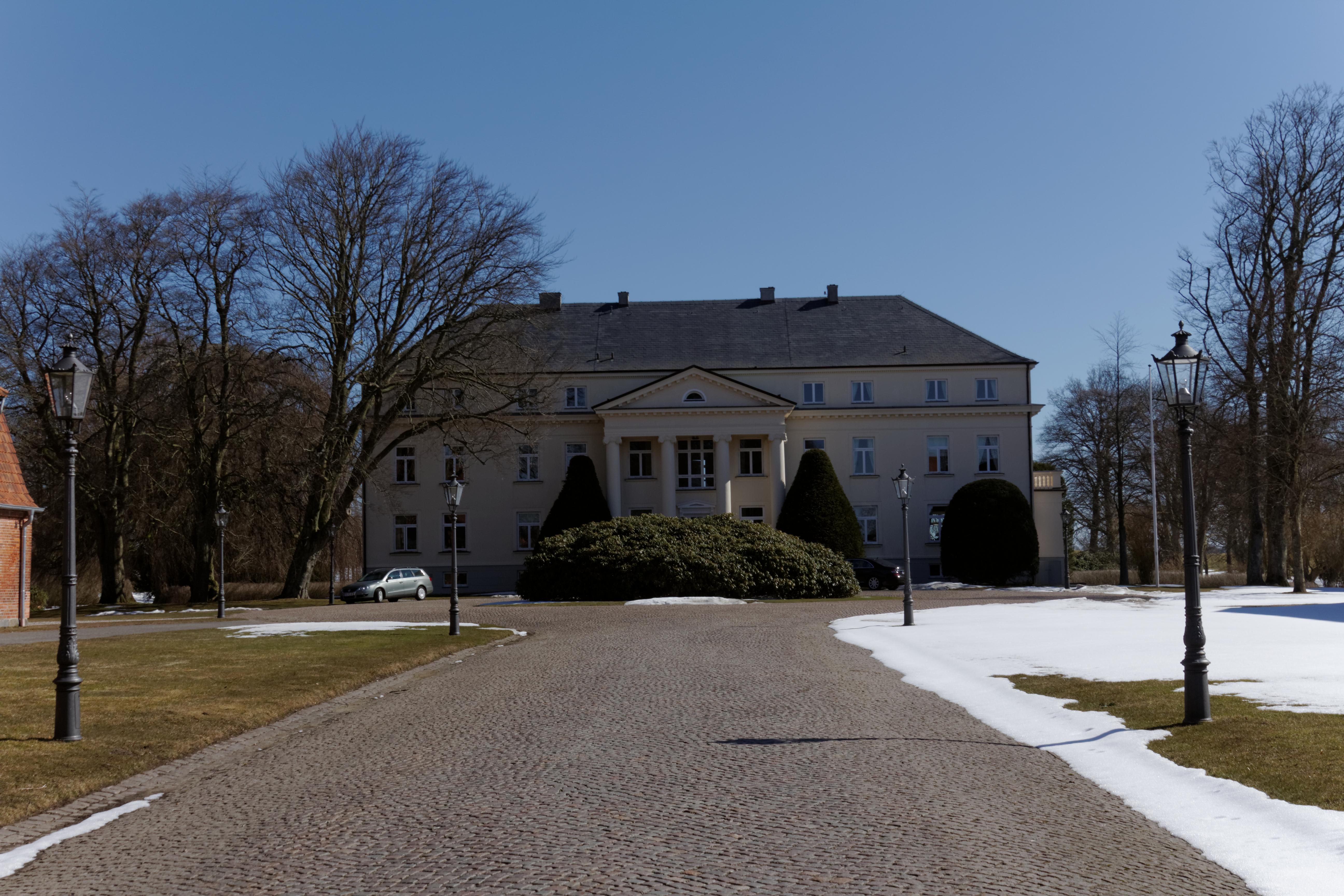
Gut Hörst
Der Kaufmann Carl Illies (1840–1910) erwarb das Gut, sein Sohn Rudolf (1877–1920) ließ das Haus erweitern und durch den Kieler Gartenarchitekten Clemens Jelin (1868–1936) einen Reformgarten des frühen 20. Jahrhunderts anlegen.

## Wirtschaft und Verkehr
Die Wirtschaft in der Gemeinde ist überwiegend landwirtschaftlich geprägt. Durch mehrere kleinere Waldflächen wie das Jahnsholz (dänisch Jansholt) oder das Petriholz (dänisch Petriholt) ist auch die Holzwirtschaft von Belang.
Die Gemeinde hat einen Bahnhof an der Bahnstrecke Kiel–Flensburg.

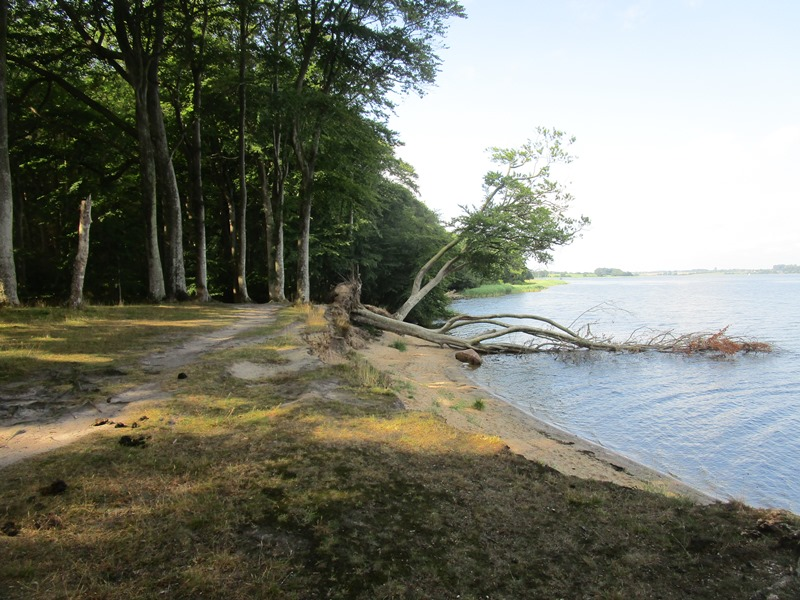
Der an der Schlei gelegene Wald Jahnsholz (Jansholt)

## Persönlichkeiten
- Johann Rudolf Christiani (1761–1841), deutsch-dänischer Pädagoge
- Christian Kock (1867–1949), deutscher Heimatforscher
- Jürgen Heinz Peter Hoffmeyer-Zlotnik (* 1946 in Saxtorf), deutscher Sozialwissenschaftler und Hochschullehrer